# Оре, Рингольд
Ри́нголд Эмилович О́ре (латыш. Ringolds Ore; 13 января 1931, Елгава — 7 июня 1968, Рига) — советский латвийский композитор, дирижёр, аранжировщик, основатель и руководитель эстрадных (джазовых) оркестров.

## Биография
Родился в семье часовщика и проповедника церкви адвентистов седьмого дня. Учился в 1-й средней школе в Елгаве. В 1946 году поступил в Елгавское музыкальное училище по классу фортепиано, по окончании которого поступил в дирижерский класс музыкального училища на отделение хорового дирижирования. В 1949 году продолжил обучение на отделении теории и композиции Рижского музыкального училища имени Яз. Медыня (1949—1952) у Ольгертса Гравитиса. Окончил Латвийскую государственную консерваторию по классу композиции Яниса Иванова (1957). Одновременно с обучением работал звукорежиссёром на Латвийском радио, где участвовал над созданием серии джазовых пластинок.
Ринголд Оре развивал жанр джаза и симфонического джаза в тот исторический период, когда эта музыка только искала выход на официальную эстраду. Был основателем, художественным руководителем и дирижёром Рижского эстрадного оркестра (РЭО) (1957—1959), художественным руководителем Рижской фабрики грампластинок фирмы «Мелодия» (1959—1961). Он также активно занимался композиторской деятельностью, предлагая композиции самых разных жанров, от эстрадных песен до музыки к художественным фильмам. Характерной чертой его произведений является пластичность и широкое развитие мелодии, симфоническое мышление инструментовки и виртуозные струнные аранжировки. В 1966 году основал и возглавил Оркестр эстрадной и лёгкой музыки Латвийского телевидения и радио, которым и руководил до конца жизни (1968). Изначальной задачей оркестра была не только работа над студийными записями, но и проведение публичных концертов; во главе этого коллектива, как утверждается, заложил основу для развития профессионального джазового музицирования в Латвии.
В 1962—1966 годах преподавал теоретические дисциплины в Латвийской государственной консерватории.
Умер от обширного инфаркта. Похоронен на 1-м Лесном кладбище в Риге.
Был дважды женат; во втором браке родилась дочь.

## Творчество
Основные сочинения — камерная соната для виолончели и фортепиано (1955), кантата «В солнечной дали» (латыш. Uz saulaino tāli; 1956, слова Вилиса Плудониса), симфоническая поэма «Тайна Тиреля» (латыш. Tīreļa noslēpums; 1957, дипломная работа), одноактный балет «Радуга» (латыш. Varavīksne; 1962), написанный «в несколько импрессионистической манере» и поставленный годом позже на сцене Латвийского театра оперы и балета (балетмейстер Тамара Витынь) вместе с «Паном и Сирингой» Олега Барскова и «Кубинскими мелодиями» Раймонда Паулса.
Автор музыки к кинофильмам «Клятва Гиппократа» (1965), «Часы капитана Энрико» (1967), «Искусство Прибалтики» (1967, документальный) и театральным постановкам, среди которых «Женщины — небо и ад» Проспера Мериме (1964), «Индулис и Ария» Райниса (1965), «По дороге китов» Гунарса Приеде (1965), «Ранняя ржавчина» Элины Залите (1966).
Написал около 30 эстрадных песен и миниатюр. Наиболее известные из них — «Весенняя песенка» (латыш. Pavasara Dziesmiņa), «Студенческая песня у костра» (латыш. Studentu ugunskura dziesma), «Песенка продавщицы цветов» (латыш. Puķu Pārdevējas Dziesmiņa), «Когда вновь в Ригу май придёт»  все на слова Альфреда Круклиса; эти песни звучали в исполнении таких артистов, как Айно Балыня и Эдгарс Звея. Песни Р. Оре принадлежат к ярчайшим страницам эстрады, инструментальные произведения выделяются прекрасными аранжировками. И в XXI веке произведения Ринголда Оре звучат на концертах; некоторые эстрадные песни до сих пор популярны, а отдельные произведения выпущены на компакт-дисках (CD) в обновленной инструментовке.